# Javier Vázquez Losada
Javier Vázquez Losada (Orense, 1967) es editor y escritor español. Muy activo culturalmente, ha sido fundador y director de las revistas Culturamas, EntreTanto Magazine y del diario El Cotidiano. Su obra incluye poesía, novela y teatro, y ha obtenido con ella diversos premios literarios, entre ellos el premio de Novela Negra Ciudad de Getafe 2005 y el premio Blas de Otero de poesía 2008.

## Desarrollo profesional+
Licenciado en Derecho por ICADE, de la Universidad Pontificia de Comillas, desde sus inicios profesionales ha ejercido la abogacía y ha estado dedicado a la literatura y la cultura.
Fue redactor de las revistas Cuadernos del Sur y Leer y director ejecutivo de Otro lunes. En 2010 fundó la revista Culturamas, la revista de información cultural en Internet, que ha dirigido desde entonces.En 2014 fundó el diario El Cotidiano, que continúa editándose en 2025.

## Obra literaria
Ha  publicado las novelas Rendijas, Los átomos errantes, El abuelo anhelante y Ángel y el viaje inesperado, así como  el libro de relatos Náufragos en San Borondón, y otras piezas de narrativa breve.
Como poeta ha publicado los poemarios Casi sin querer, La vida en un día, Lo que uno quiere lo que el otro quiere e Impromptus. Su obra de teatro Dos y dos, obtuvo el premio Suso de Marcos en 2023 y ha sido representada en Málaga y Madrid. Su poema Algo así, también obtuvo el premio de poesía Ciudad de Melilla 2015.
Su obra ha sido premiada en destacados certámenes de narrativa y poesía y también ha sido finalista de los premios Planeta (2015),  Ateneo de Novela de Valladolid y Vargas Llosa de Novela.

## Publicaciones y premios

### Novela
- Rendijas (Ed. Ayuntamiento de Getafe, 2005). Premio Novela Negra Ciudad de Getafe 2005.[7]
- Los átomos errantes (Ed. Agua Clara 2006). IX Premio Internacional de Novela Salvador García Aguilar 2006.[8]
- El abuelo anhelante. Premio Ángel Guerra de Novela Corta 2023.[9]
- Ángel y el viaje inesperado (Editorial Diquesi, 2022)

### Narrativa breve
- Náufragos en San Borondón (Editorial Baile del Sol, 2019)
- Muerte por encargo y Ya. (Ed. Ayuntamiento de Getafe, 2006
- Cansado (Colección Cabana Narrativa Breve, 2005)
- Palabras (Editorial Verbo Azul, 2004)
- Mercedes (La Nueva España, 2004)
- Poesía cercenada y otros relatos (Ed. Universitat Rovira y Virgili, 2019)
- A papá y a mamá (Ediciones Beta, 2006)
- Vida propia (Suplemento Otzadar del Diario Deia)

### Poesía
- Casi sin querer (Ed. Baile del Sol, 2009)
- La vida en un día (Premio Blas de Otero 2008 Ayuntamiento de Majadahonda)
- Impromptus (Ed. Ayuntamiento de Zaragoza 2007)
- Lo que uno quiere, lo que el otro quiere (Ed.UJA 2021)  V Certamen Internacional de Creación Literaria ‘Miguel Hernández’ Universidad de Jaen.[10]
- Versos portátiles - VIII Premio Leopoldo de Luis, 2016.[11]

### Ensayo
Alrededor de Luis Alberto de Cuenca (Neverland Ediciones 2011).